# Ierxovka (Saràtov)
|  | Per a altres significats, vegeu «Ierxovka». |

Ierxovka (en rus: Ершовка) és un poble de l'óblast de Saràtov, a Rússia, segons el cens del 2010 tenia 736 habitants. Pertany al districte municipal d'Atkarsk.